# رامي غاريبوف
رامي ياغفروفيتش غاريبوف (بالبشكيرية: Рәми Йәғәфәр улы Ғарипов)؛ 12 فبراير 1932 - 20 فبراير 1977) - شاعر باشكيري.

## السيرة الذاتية
ولد شاعر شعب باشكورستان رامي ياغفروفيتش غاريبوف في 12 فبراير 1932 في قرية أركول، مقاطعة سالافاتسكي ‏ في جمهورية الجمهورية الاشتراكية السوفيتية الباشكيرية ذاتية الحكم. لعائلة بالمزارع الجماعية.
تخرج من مدرسة درس بها سبع سنوات في قريته الأم، ثم درس في مدرسة أوفا الثانوية رقم 9.
في 1950-1955 - كان طالبًا في معهد غوركي الأدبي بعد التخرج، عمل في مكاتب التحرير في جريدة " مجلس باشكورستان ‏ "، ومجلة "أجيدال ‏" ومحرر الخيال في دار النشر كاتب الباشكيرية ‏.
في 1959-1964 عاش رامي غاريبوف في وطنه الأم، وعمل سكرتيرًا لمنظمة كومسومول في مزرعة يوريوزان الجماعية ومزرعة سارجاميش الجماعية في مقاطعة سالافات، ورئيس قسم صحيفة سالافات الإقليمية.
في 1964-1966 - عمل موظفًا أدبيًا في صحيفة "مجلس باشكورستان ‏"، وعام 1968-1972. الأمين التنفيذي لمجلة باشكورتوستان كزي.

## الحياة الأدبية
بدأ نشر رامي غاريبوف في عام 1950. نُشرت أول قصيدة في مجلة «Әҙәби Башкортостан» في عام 1950.
كان أول كتاب عن قصائد «يوريوزان» (1954) أطروحة لطالب في المعهد الأدبي. كرس مجموعات من قصائد ستون فلاور (1958) وأغنية القبرة (1964) لبلده الأصلي، وللطبيعة، ورجاله. في المجموعات التالية «الرحلة» (1966)، «الكلمة العزيزة» (1969)، «روانوشكا» (1974)، يمكن للمرء أن يشعر بجاذبية للكلمات الفلسفية. إن الأفكار حول معنى الحياة، والمصير التاريخي للناس، والعلاقة الروحية للأجيال، والقلق على مستقبل لغتهم وثقافتهم الأصلية، حددت جوهر شعر ر. غاريبوف. يلجأ غالبًا إلى إبداع الببشكير للإبداع الشعري، خاصةً أنواع الكبير والأغاني الشعبية الكلاسيكية. لغاريبوف ميزة كبيرة في إحياء وتطوير هذه الأنواع.
ر. غاريبوف المعروف باعتباره سيد الترجمة الفنية لشعر ألكسندر بوشكين، ميخائيل ليرمنتوف، سيرغي يسينين، بلوك، هاينرش هاينه، رودكي، رسول حمزاتوف
قام وآخرون بترجمة مجموعات قصص ايفان فرانكو إلى لغة الباشكيرية.   «نحو النور» (1959).
عمل الشاعر بشكل مثمر على ترجمة رباعيات عمر الخيام. كانت نتيجة أعمال الترجمة كتاب «مختارات بلدي» (1991).
تعرض الشاعر الموهوب ر. غاريبوف للاضطهاد بسبب موقفه النقدي تجاه السياسة الوطنية السوفيتية. ظلت العديد من القصائد غير منشورة خلال حياة الشاعر. كتب في عام 1964، قصيدة "1937" تم إصدارها فقط في عام 1987.
عضو في اتحاد الكتاب اتحاد الجمهوريات الاشتراكية السوفيتية منذ عام 1960، حيث تم طرده بسبب قصيدة عن حب لغته الأم.

## وفاته
توفي متأثرا بأزمة قلبية في 20 فبراير 1977. دفن في مقبرة المسلمين أوفا .

## الجوائز
حصل رامي غاريبوف بعد وفاته على لقب شاعر الشعب في باشكورتوستان (1992). الجائزة الجمهورية التي سميت باسم سلافات يولييف (1988) مع عبارة «عن الأعمال الشعرية المنشورة في السنوات الأخيرة»  منحها بعد وفاتها.
أشهر قصائد رامي غاريبوف هي "Tuғan tel" («اللغة الأصلية»).

## متحف رامي غاريبوف

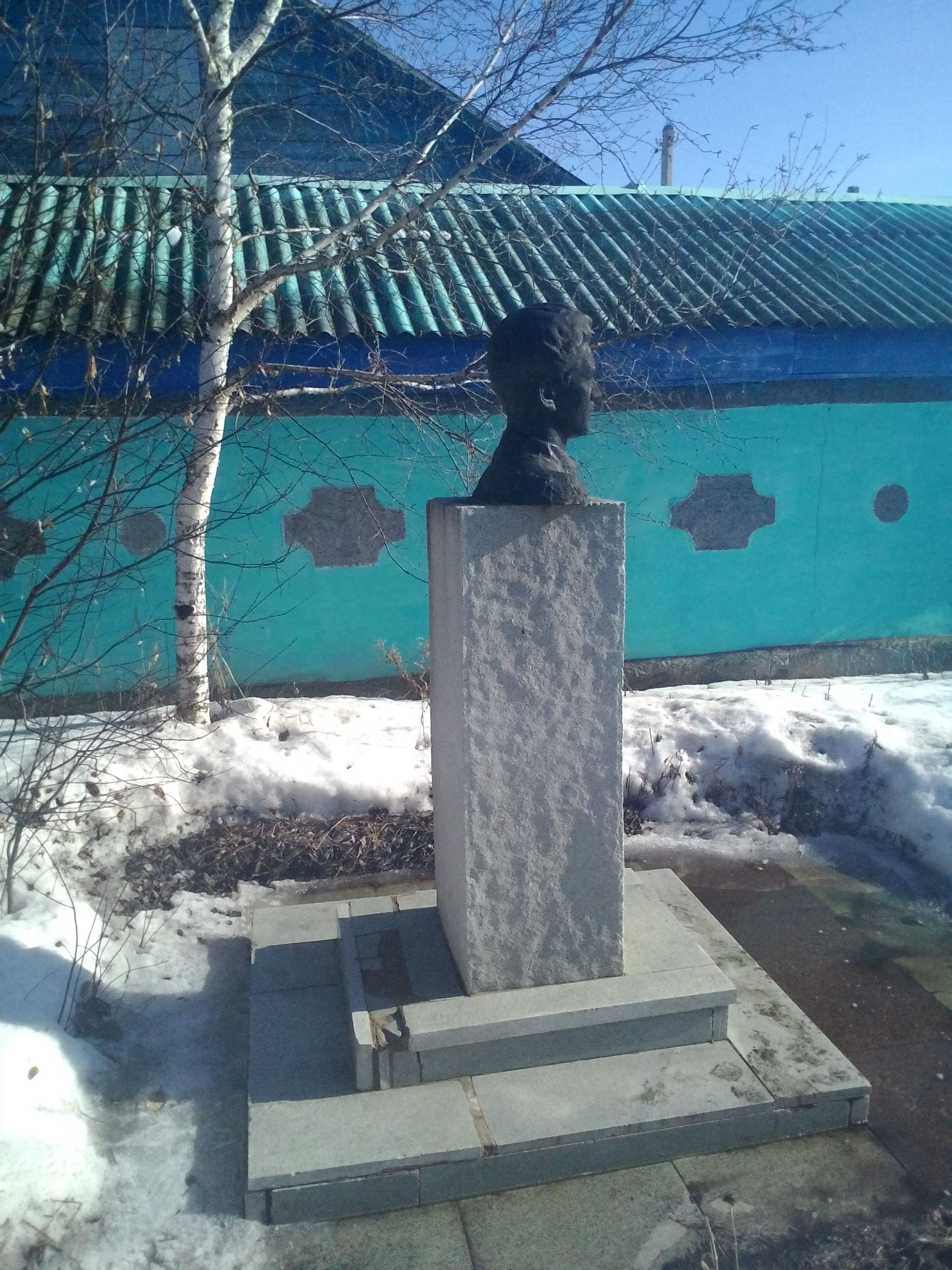
متحف المنزل "متحف رامي غاريبوف" في قرية أركالك
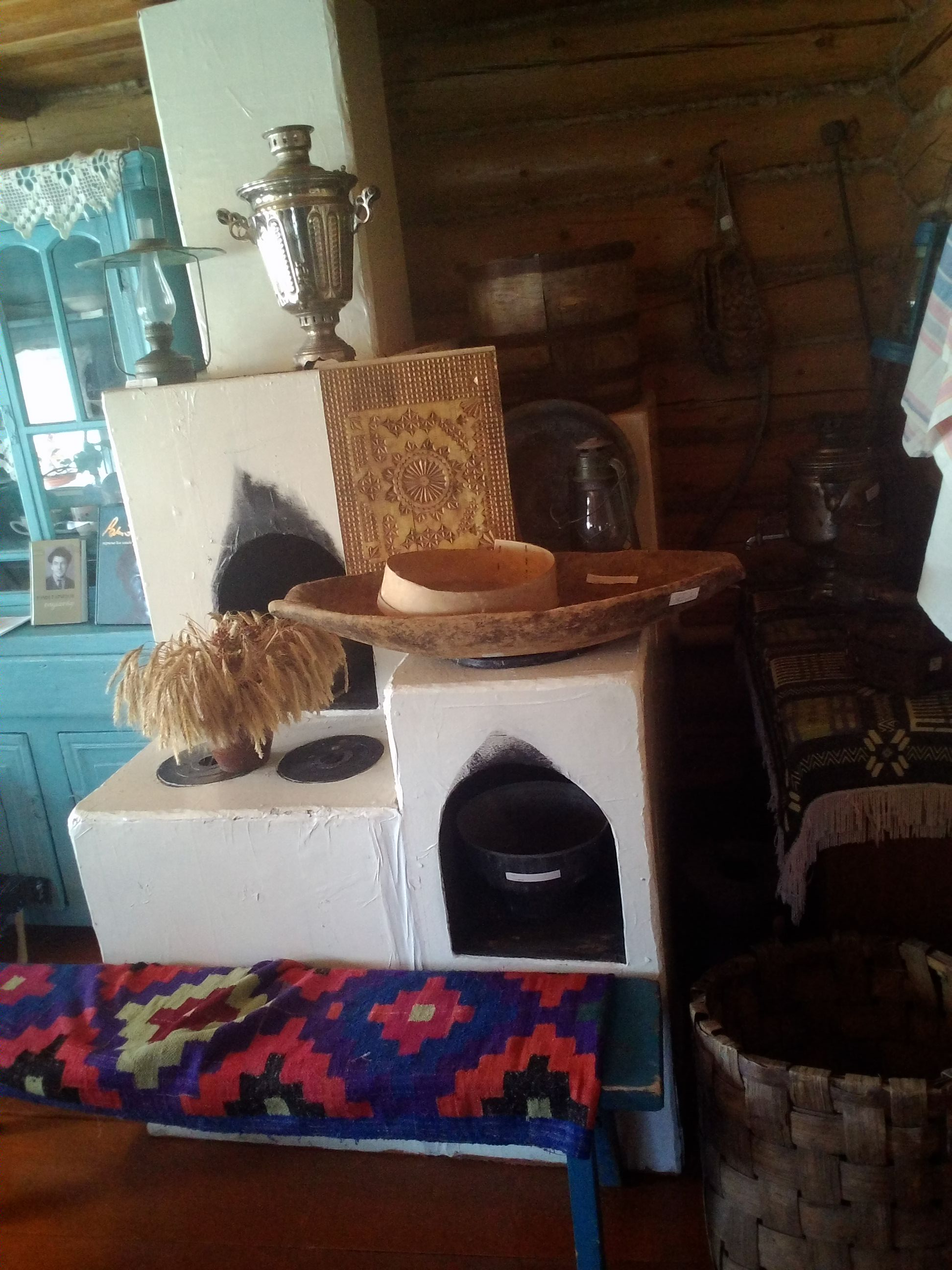
في متحف رامي غاريبوف
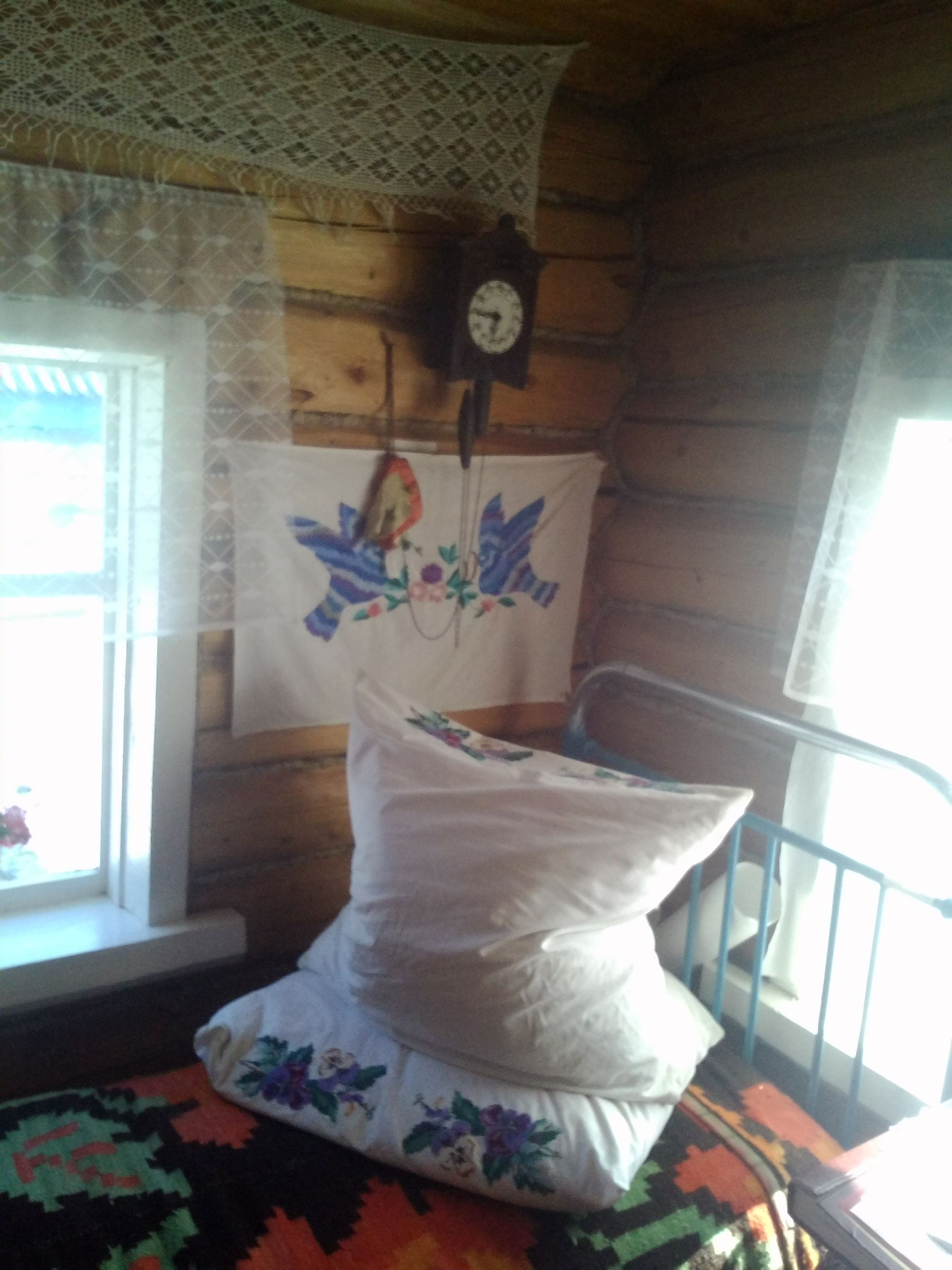
في متحف رامي غاريبوف
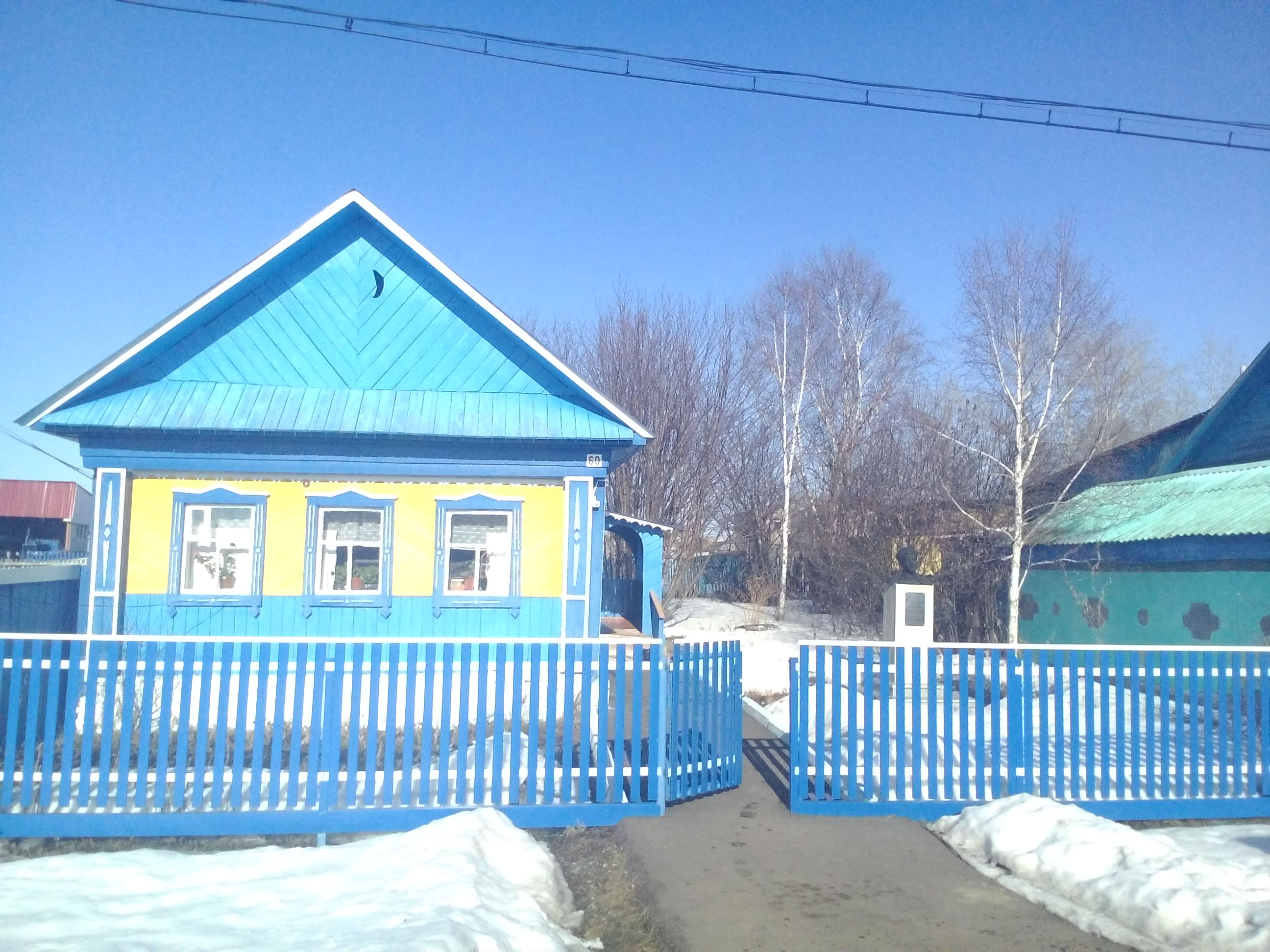
في متحف رامي غاريبوف
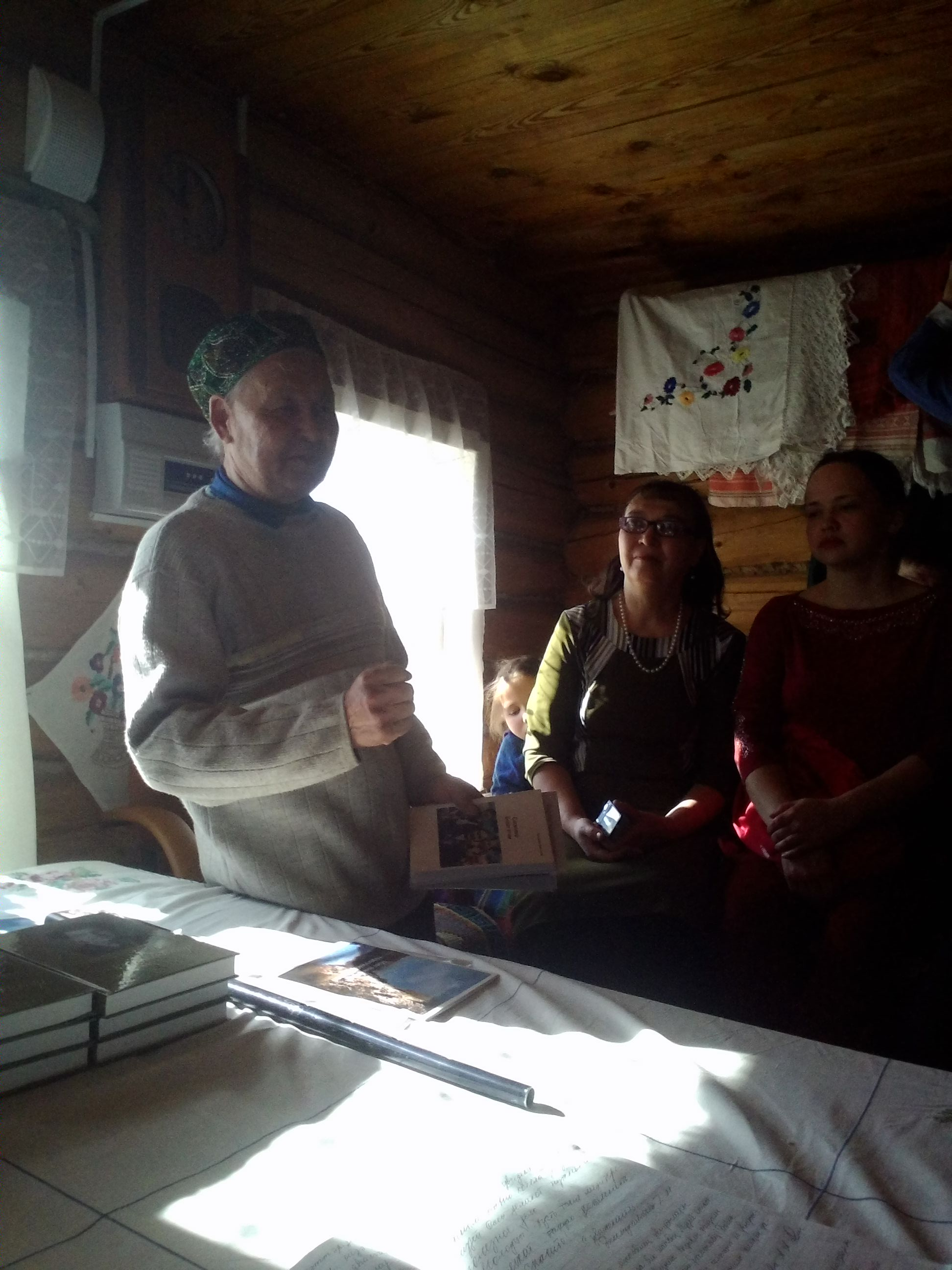
في متحف رامي غاريبوف
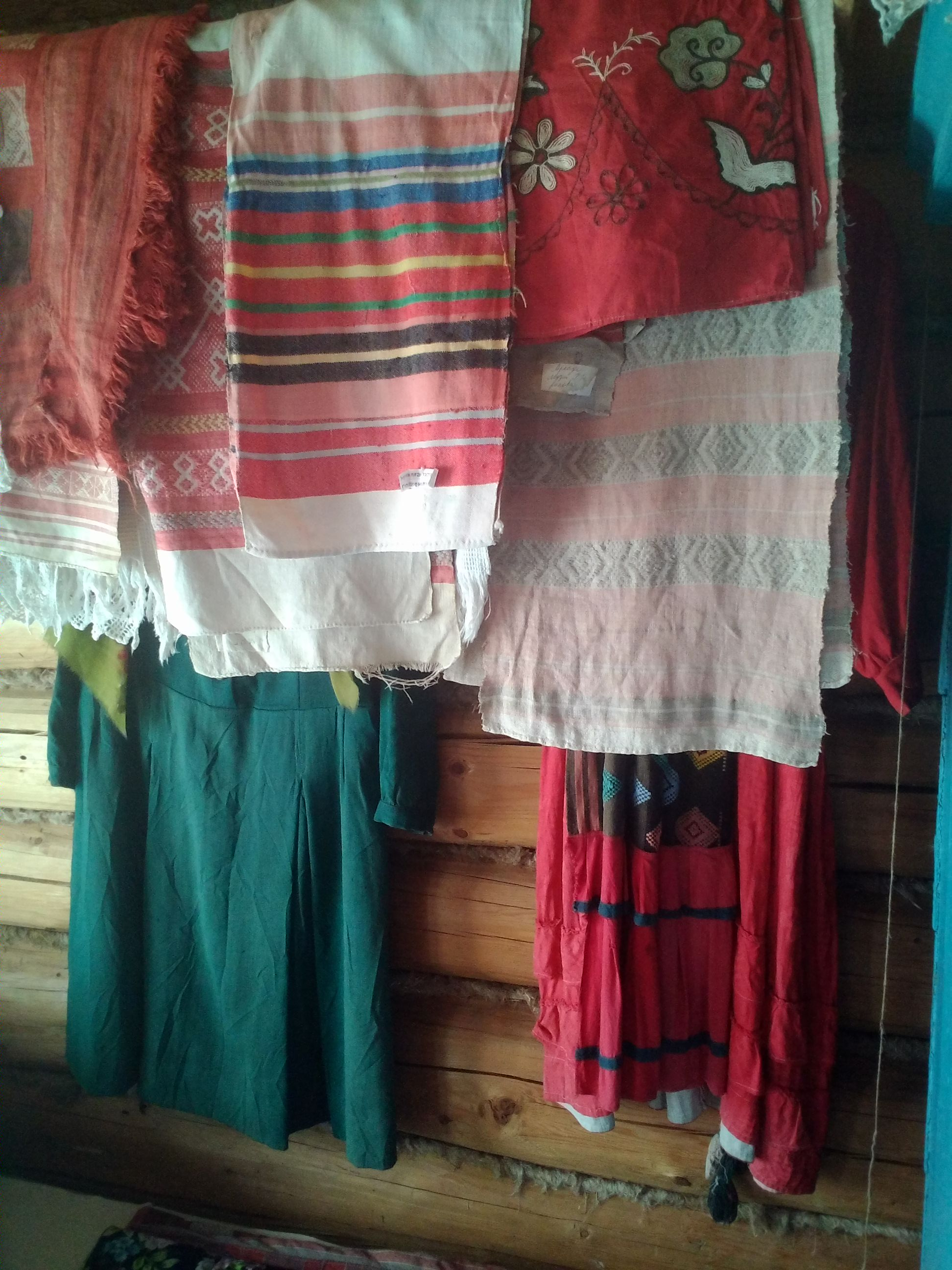
في متحف رامي غاريبوف
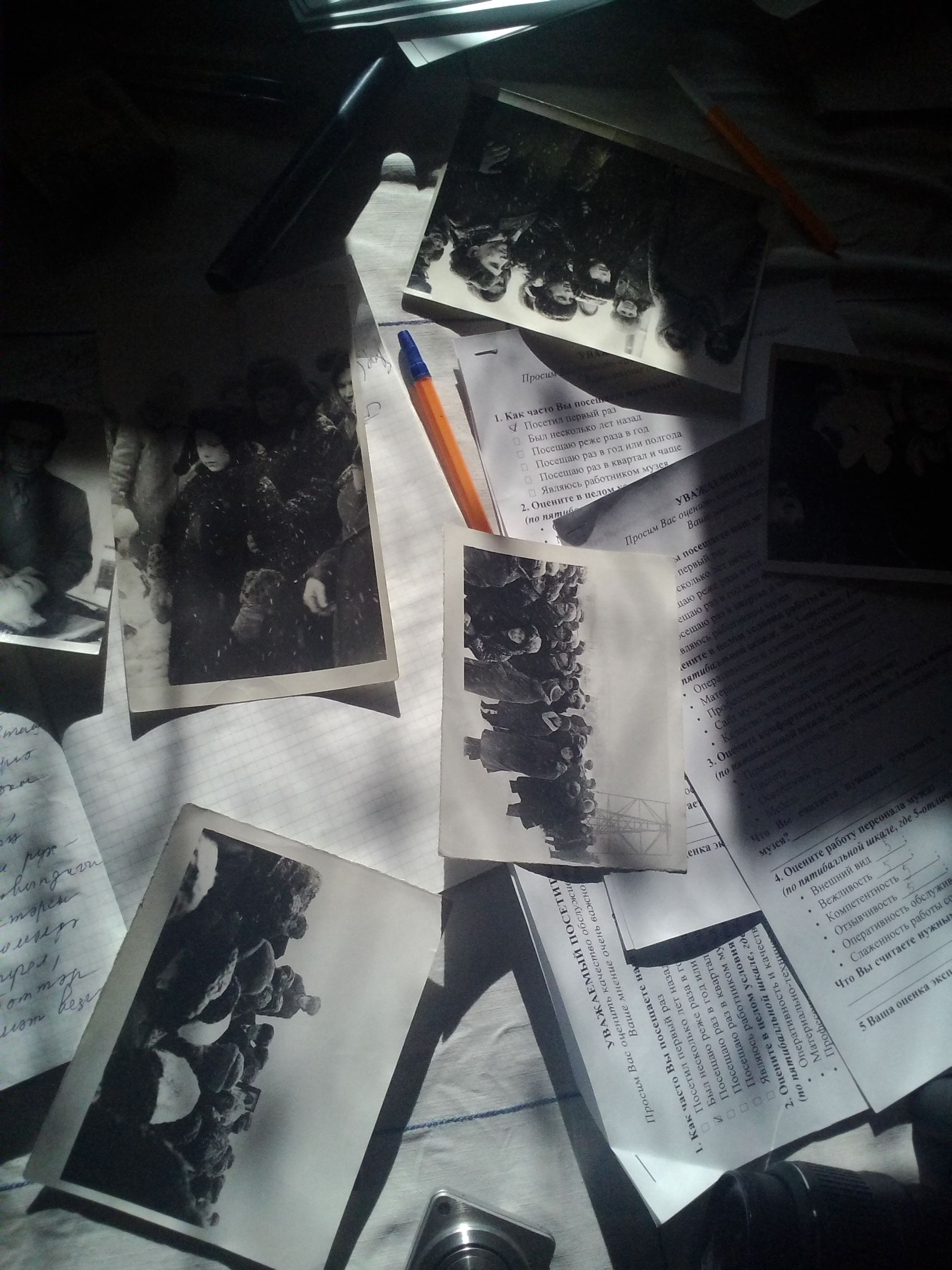
في متحف رامي غاريبوف
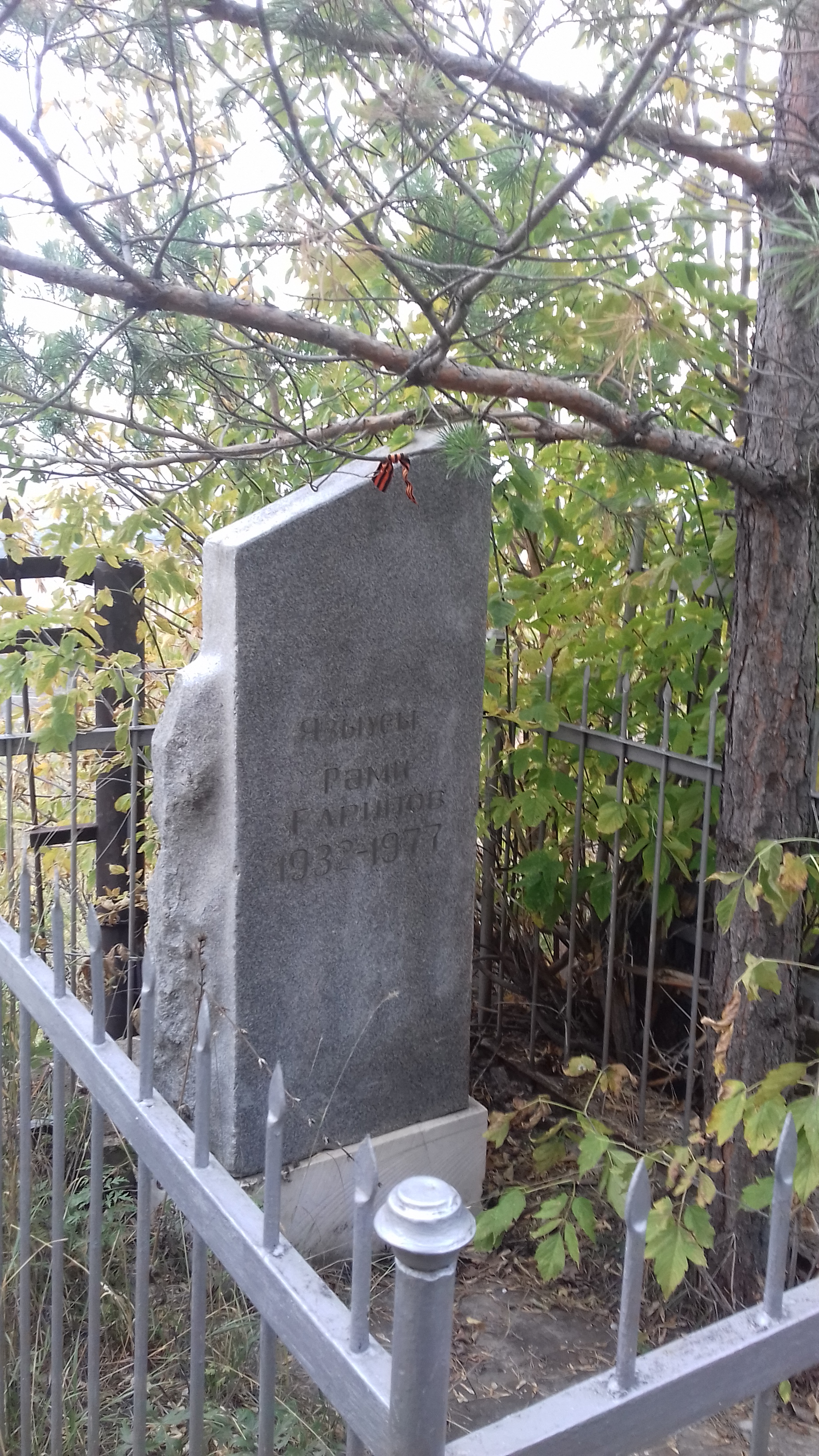
قبر الكاتب رامي غاريبوف في مقبرة المسلمين في اوفا ، باشكورتوستان ، روسيا)

## قائمة المراجع
- التراكيب. - في 3 مجلدات. - أوفا، 1996-1998
- يوريوزان. الشعر. - أوفا، 1954
- زهرة الحجر. الأغاني. - اوفا، 1958،
- أغاني القبرة. - أوفا، 1964
- رحلة. الشعر. - أوفا، 1966
- الكلمة العزيزة. - أوفا، 1969
- روانوشكا. الشعر. - اوفا، 1974
- أفكار النجوم. الشعر. - اوفا، 1979
- أغنية زهرة الثلج. - اوفا، 1981
- مختاراتي. الترجمات. - اوفا، 1990
- اليريمكوش منين بيرمكوش. الأعمال المختارة. - اوفا، 1992
- أدونيس. الشعر. - أوفا، 1969. (بالروسية) (روسيا. )
- عودة. قصائد وقصيدة. / مقدمة م كريمة. - М. 1981.

## ذاكرة
```
مجلس باشكورستان
 
[الإنجليزية]
‏
في قرية 
أركول
 في منطقة سلافات، تم افتتاح متحف منزل، وتم تثبيت تمثال نصفي للشاعر. تم إنشاء فيلم وثائقي عن الحياة والعمل.
```

- مدرسة الباشكير الجمهوري الداخلية رقم 1 ؛ [3]
- شارع في قرية أركول؛
- في نوفمبر 1990، تم تأسيس جائزة رامي غاريبوف.[8]
- شارع رامي غاريبوف في المدينة أوفا.
- شارع رامي غاريبوف في المدينة ميليوز.
- في قرية كاديروفو [الإنجليزية]‏، مقاطعة كوجارتشينسكي [الإنجليزية]‏، يحمل الشارع الرئيسي اسم الشاعر.

## أدب
- كريم م. رسالة إلى رامي غاريبوف. - أوفا، 1960.
- كريم م. مواجهة الشمس المشرقة. - أوفا، 1960.
- تيميرغالينا ر. رامي جاريبوف. كتاب باشكورتوستان. - أوفا، 1968.
- غينوللين م. خوسينوف ج. كتاب الباشكيريا السوفيتية. - أوفا، 1988.
- خوسينوف ج. كلمات الإرادة. عن رامي جاريبوف. الشعراء. - اوفا، 1981.
- تاريخ الأدب البشكير. في 6 مجلدات. - T. 5. - اوفا، 1994.
- بيكبايف ر. كلمة الشاعر هي ضمير الشاعر. - أوفا، 1997.